# Бережко Сергій Олександрович
Бережко Сергій Олександрович (нар. 13 вересня 1958, Луганськ) — український актор, режисер драматичного театру, театральний педагог. Заслужений артист України (2012). Лауреат премії республіки Польща, лауреат муніципальної премії імені Івана Мар'яненка (2005). Володар Гран-Прі IV Міжнародного театрального фестивалю «HOMO LUDENS» за кращу чоловічу роль (2010, роль Жиля у виставі «Маленькі подружні злочини» Е.-Е. Шмітта).

## Біографія
Сергій Олександрович Бережко народився 13 вересня 1958 року в Луганську. Навчався у 1976—1980 роках на театральному факультеті Харківського державного інституту мистецтв імені Івана Котляревського (кафедра театру ляльок, майстерня І. Кагановської, Н. Крапівіної, Ш. Фоєрберга). У 2011 також здобув диплом режисера драматичного театру (майстерня Л. Садовського). У 2002 навчався у Харківському регіональному інституті Української академії державного управління при Президентові України.
У 1979—1981 роках грав на сцені Харківського ТЮГу. Упродовж 1981—1983 років проходив військову службу в армії у ансамблі пісні й танцю Київського військового округу на посаді конферансьє та артиста оригінального жанру.
У 1983—1985 працював в ансамблі Кемеровської філармонії «Люди і ляльки» під керівництвом Леоніда Хаїта. Протягом 1985—2018 років — артист Харківського академічного українського драматичного театру імені Тараса Шевченка.
Працював також викладачем кафедри майстерності актора Харківської державної академії культури (2001—2004). Від 2004 року обіймав посади старшого викладача, доцента кафедри майстерності актора драматичного театру ХНУМ ім. І. П. Котляревського.
У 1990 році створив і як художній керівник очолив Харківський театр для дітей і молоді «СТЕЛ». Колектив театру за грантової підтримки Міжнародного фонду «Відродження» неодноразово здійснював соціально-мистецькі проєкти, зокрема, «Дитячий студійний театр-лабораторія „СТЕЛ“ — ефективний засіб естет. виховання молоді» (2000); «Діти проти наркотиків та СНІДу» (Програма «Культурні ініціативи» конкурсу «Культура за громадянське суспільство», 2002). У 2007 з проєктом «Ефективний інформаційний вплив засобами театрального мистецтва на цільову аудиторію підлітків та молоді» виграв грант Американського інституту досліджень та тренінгів Корпорації Джона Сноу в рамках програми «Разом до здоров'я».
Від 2018 року — актор Національного академічного драматичного театру імені Лесі Українки.

## Основні ролі
Зіграв на сцені понад 100 ролей:
- Моріс («Контракт» С. Мрожека, реж. Н. Адомінайте),
- Семен («Дай серцю волю — заведе у неволю» М. Кропивницького, реж. О. Біляцький),
- Вершинін («Три сестри» А. Чехова, реж. Ігор Борис),
- Левборг («Гедда Габлер» Г. Ібсена, реж. І. Борис),
- Микола Задорожний («Украдене щастя» І. Франка, реж. І. Борис),

- Кріс Крістоферсон («Анна Крісті» Ю. О'Ніла, реж. Г. Рейнхарт, США),
- Маестро Фіор («Оперетка» В. Гомбровіча, реж. Г. Мвручинський, Польща),

- Григорій Смирнов (новела «Ведмідь» А. Чехова у виставі «22 поцілунки, 4 млості і одна мігрень», реж. В. Дзекун),
- Сеньйор Бальбоа («Цвіт жакаранди» за п'єсою Алехандро Касони «Дерева помирають стоячи»),
- Брат Лоренцо, францисканський чернець («Джульєтта і Ромео» за п'єсою Вільяма Шекспіра),
- Терезчак «Свої» за п'єсою Івана Буковчана «Перш ніж проспіває півень».

## Ролі у фільмах
https://ua.kinorium.com/name/3121187/
- «Обмежено придатні», Ґжеґож. (2025, Україна-Польща), реж. Аркаша Непиталюк.
- «Pojedynek» (2024, Польща, Україна, Ірландія), реж. Łukasz Palkowski.
- «Wotum nieufności», Zastępca mera. (2022, Польща), реж. Łukasz Palkowski.
- «Кріпосна-4», Начальник розшукового відділу, (2022, Україна), реж. А. Єсаков. StarLight Media.
- «Кава з кардамоном» (2022, Україна, Польща), Нотаріус. Solar Media Entertainment.
- «Не озираючись назад», Директор госпіса (2021, Україна), реж. С. Барчуков. Filmstream.
- «Пес 6» (2021,Україна), Іванчук, кримінальний авторитет. Victoria Studio (Pro TV).
- «Справедливість», Лікар, (2021,Україна), реж. О. Масленніков. АртФормс Продакшн.
- «Зведена», Беличко, (2021,Україна), реж. Р. Ткаченко.
- «Кохання без гальм», Черненко, лікар, (2021, Україна), реж. П. Тупик. StarLightMedia
- «Бурштинові копи», Міністр МВС, (2021,Україна), реж. А. Бухтіярова. Мамахихотала.
- «Втікачі», Мер. (2020, Україна), реж. А. Сілкін. 95 Квартал.
- «Беренштейн», Пастущак, польський селянин, (2020, Україна, Ізраїль).
- «Роман із детективом», Зам мера, (2020, Україна), реж. О. Тараненко, А. Чеботарьова. Film.ua
- «Час йти, час повертатися», Лев, (2020, Україна), реж. Д. Лактіонов. Три-я-да Продакшн.
- «Доньки», Лікар, (2020, Україна), реж. Р. Барабаш. IVORY films.
- «Три сестри», Лікар, (2020, Україна), реж. Р. Барабаш УПС.
- «Шуша», батько Петра, (2020, Україна), реж. О. Будьонний. СтарМедіа
- «Таємні двері», Величковський, (2020, Україна), реж. Р. Тітеєв, Вікторія Фільм.
- «Саша», Лікар, (2020, Україна), реж. П. Тупик. УПС.
- «Родинні зв'язки 2», Андрій Жаров, (2019, Україна). СтарМедіа.
- «Ні кроку назад», Густав, кухар. (2019, Україна), реж. Д. Сорокін. Інтер.
- «Скажи тільки слово» (2019, Україна), директор школи, реж. О. Філіпенко, СтарМедіа
- «Ватага-3» | Wataha-3 (2019, Польща), Глава мафії. HBO
- «Позивний Бандерас», Степан Кравцов, (2018, Україна), реж. З. Буадзе. Три-я-да Продакшн.
- «Вища міра» (2005, Україна), Різаний, злодій у законі, реж. В. Чичкун, Intra Communications, Inc. і Студія Михайла Пінтусевича.
- «Присяжний повірений» (2005).
- «Безумство» (2005, реж. І. Парфьонов).
- «Звір» (2002, реж. О. Казбєрова).
- «Майстри часу» (1981, реж. Д. Головачов).

## Постановки вистав
Харківський академічний український драматичний театр ім. Тараса Шевченка
- «Маленькі подружні злочини», Е.-Е. Шмітт (режисер-постановник та виконавець головної ролі Жиля)[5];
- «Анна Крісті» (реж. Рейнхарт Гордон)[6].

Харківський театр для дітей та молоді «СТЕЛ»
- «Кармен», П. Меріме; «Кам'яний капкан», Р. Ібрагімбекова;
- «А зорі тут тихі», Б. Васильєва;
- «Ящірка», О. Володіна;
- «Особняк», Я. Верещак;

- «Тля» і «Подаруй мені сонце» (за п'єсою «Та, яка створила чудо» В. Гібсона), С. Бережко;
- «Потойбіч кохання», Н. Неждан;
- «Ромео&Джульєта, Лабіринт», С. Бережко (за мотивами п'єси В. Шекспіра «Ромео і Джульєтта»);
- «Попелюха», Я. Гловацький.

ХНУМ ім. І. П. Котляревського
- «В палаючій пітьмі», А. Вальєхо (Гран-Прі за кращу режисуру театрального фестивалю «Південні Маски»);
- «Собака на сіні», Лопе де Вега; «Ящірка», О. Володін;

- «Три сестри», А. Чехов;
- «Ніч вовків», О. Вітер;
- «Той, хто втішає вдів» Д. Маротта, Б. Рандоне.